# Dottrina anglicana
La dottrina anglicana (conosciuta in alcuni Paesi come "dottrina episcopaliana") è l'insieme degli insegnamenti cristiani usati per guidare le pratiche morali e religiose dell'anglicanesimo.

## Approccio alla dottrina
L'anglicanesimo non ha un'unica confessione di fede, come la presbiteriana Confessione di fede di Westminster, né si richiama a un teologo fondatore, come Giovanni Calvino o Martin Lutero, o a un'autorità centrale, come il Magistero della Chiesa cattolica.
La dottrina anglicana si basa sui tre maggiori credi dei concili ecumenici (Simbolo degli apostoli, Credo niceno, e Simbolo atanasiano) e nei principi del Quadrilatero Chicago-Lambeth.
La dottrina poggia anche su due rami paralleli. Il primo consiste nei libri di preghiere, basandosi sulla Lex orandi, lex credendi e nelle formule, che vengono espresse nei 39 articoli di religione. Il secondo consiste nell'insieme di leggi canoniche e posizioni dottrinali espresse dalle varie province e dalle varie Chiese nazionali appartenenti alla Comunione Anglicana, che vengono formulate da un sinodo generale della comunità nazionale o regionale presieduto dai vescovi locali. Per questo motivo le varie Chiese provinciali e nazionali aderenti all'Anglicanesimo possono essere discordi tra di loro in alcuni aspetti dottrinali.
I Diaconi, i Presbiteri e i Vescovi possono sposarsi anche dopo l'ordinazione.

## Interpretazione della dottrina
L'interpretazione della dottrina è variabile a causa della presenza di tre correnti all'interno dell'Anglicanesimo: quella cristiana liberale (Broad Church), l'Anglo-cattolicesimo (High Church) e quella evangelica (Low Church). Tuttavia, ad eccezione di rari casi di scisma, gli Anglicani tradizionalmente tollerano le differenze interne presenti nella loro Chiesa.

## Origine
La dottrina anglicana sorge dall'intreccio di due rami del Cristianesimo emersi in Inghilterra dopo lo Scisma anglicano. Il primo ramo proviene dalla dottrina cattolica, mentre il secondo proviene dalle dottrine protestanti, come il Calvinismo e il Luteranesimo, provenienti dai Paesi limitrofi.
Inizialmente la Chiesa anglicana costituiva l'espressione locale della Chiesa cattolica.
L'Anglicanesimo ha mantenuto molti aspetti della dottrina cattolica, non solo quelli condivisi anche dai protestanti, come la Trinità, la nascita verginale di Gesù, la natura di Gesù come Vero Dio e Vero Uomo, la Risurrezione di Cristo, il peccato originale e la scomunica, ma anche altre dottrine respinte dai protestanti, come i tre gradi dei ministri di culto (diaconi, presbiteri e vescovi).
Per questo motivo l'Anglicanesimo costituisce una via di mezzo tra il Protestantesimo e il Cattolicesimo.

## Elementi fondamentali

### Scritture, Credi e Concili ecumenici
Nella dottrina anglicana sono centrali i fondamentali documenti della cristianità, tutti i libri dell'Antico e del Nuovo Testamento sono accettati, ma i Libri deuterocanonici non possono stabilire dottrine; tuttavia, come stabilito nell'articolo VI dei Trentanove articoli di religione, possono essere educativi.
I Trentanove articoli dichiarano che i tre Credi (il Simbolo degli apostoli, il Simbolo niceno-costantinopolitano e il Simbolo atanasiano -quest'ultimo però viene omesso nella Common Worship e nel A New Zealand Prayer Book-) sono dimostrati dalla Sacra Scrittura, e quindi sono stati inseriti in tutte le edizioni del Book of Common Prayer e in tutti gli altri libri di preghiere e di culto.
I primi quattro concili ecumenici (Concilio di Nicea I, Concilio di Costantinopoli I, Concilio di Efeso e Concilio di Calcedonia) hanno un posto speciale nella teologia anglicana, secondaria alle stesse Scritture. Tuttavia, l'articolo XXI dei Trentanove articoli afferma che questi e tutti gli altri Concili ecumenici possono sbagliare ed alcuni hanno sbagliato, la loro autorità deve derivare e deve essere correlata alle Scritture.

### Trentanove Articoli
La teologia e la dottrina riformata sono stati sviluppati in una distintiva forma inglese in 39 articoli proposti da Thomas Cramner e Matthew Parker e adottati dal Parlamento d'Inghilterra e dalla Chiesa Anglicana nel 1571.
I riformatori, come Giovanni Calvino, John Knox e Martin Lutero, hanno rigettato molte dottrine cattoliche. Le Sacre Scritture sono considerate le sole sufficienti alla salvezza, il sacrificio di Gesù è considerato come perfetto ed espiatorio di tutti i peccati, viene proposta la dottrina della Predestinazione e dell'Elezione incondizionata. Altri articoli sono semplicemente dichiarazioni di opposizione alla dottrina Cattolica, come l'articolo XIV, che nega le opere di supererogazione, l'articolo XV che nega implicitamente l'Immacolata Concezione, e il XXII che nega esplicitamente la dottrina del Purgatorio, e le funzioni religiose non devono essere celebrate in latino, ma in lingua vernacolare.
Gli articoli mostrano la loro influenza calvinista respingendo altri filoni del Protestantesimo, come l'Anabattismo.
Ma, a differenza dei riformatori scozzesi, si vuole proporre una via media tra la dottrina cattolica e gli estremismi protestanti. Infatti, in contrasto con Calvino, gli articoli non rifiutano esplicitamente la dottrina della consustanziazione di Lutero. Inoltre adotta come organizzazione l'Episcopalismo. 
Sono considerati sacramenti il Battesimo e l'Eucaristia, ma gli altri cinque possono essere considerati legittimamente sacramentali, se si interpretano diversamente gli articoli.
Nel corso degli anni, la Chiesa Anglicana non ha modificato i Trentanove articoli. Tuttavia i legislatori sinodali hanno apportato delle modifiche al diritto canonico, per accogliere coloro che non si sentissero in grado di rispettare rigorosamente tali articoli. Nelle altre Chiese della Comunione Anglicana, gli articoli hanno un peso ancora inferiore, e sono generalmente trattati come un documento storico edificante che non impegna la dottrina o la pratica.

### Omelie
Le Homelies sono due libri di trentatré sermoni che espongono la dottrina riformata in maniera ancora più dettagliata dei Trentanove Articoli. Durante i regni di Edoardo VI e di Elisabetta I, Thomas Cramner e gli altri riformatori inglesi videro la necessità per le congregazioni locali di insegnare la teologia e le pratiche cristiane. I sermoni furono composti ed editi per essere letti in Inghilterra ogni domenica e negli altri giorni festivi. Molti di questi sono delle esortazioni a leggere quotidianamente le Sacre Scritture e a condurre una vita di fede; altri sono testi didascalici riguardanti la teologia, la storia della Chiesa, il crollo dell'Impero Bizantino e le eresie di Roma.
Le omelie sono note per il lessico magistrale e bello e per l'esempio di termini storici. All'interno delle omelie vi sono riferimenti alla Bibbia, alla Chiesa dei Padri, e ad altre fonti primarie. La lettura delle omelie in Chiesa è imposta dall'articolo XXXV dei Trentanove articoli di religione.
L'omelia più lunga è la seconda del secondo libro, Sul pericolo di idolatria. Un testo di circa 120 pagine stampate in più parti, che descrive la storia delle pratiche religiose considerate false, ognuna delle quali sostiene l'omelia che portato all'idolatria. Prima tra questi è stata la controversia iconoclasta che ha causato uno scisma tra le chiese occidentali e orientali e, in definitiva, l'ostilità di Roma a quelle parti della cristianità non sotto l'autorità papale.
Le omelie contengono anche molte grafie storiche, sulla base della Vulgata e Settanta, di nomi biblici, come Noe per Noah e Esay per Isaiah. Essi contengono anche molti casi divertenti di termini storici, come le comical mime-show, che raccontava delle funzioni religiose in latino che i fedeli potevano sentire, ma non potevano parteciparne.

#### First Book of Homelies
- I. A Fruitful exhortation to the reading of holy Scripture.
- II. Of the misery of all mankind.
- III. Of the salvation of all mankind.
- IV. Of the true and lively faith.
- V. Of good works.
- VI. Of Christian love and charity.
- VII. Against swearing and perjury.
- VIII. Of the declining from GOD.
- IX. An exhortation against the fear of death.
- X. An exhortation to obedience.
- XI. Against whoredom and adultery.
- XII. Against strife and contention.

#### Second Book of Homelies
- I. Of the right use of the Church.
- II. Against peril of Idolatry.
- III. For repairing and keeping clean the Church.
- IV. Of good works. And first of Fasting.
- V. Against gluttony and drunkenness.
- VI. Against excess of apparel.
- VII. An homily of Prayer.
- VIII. Of the place and time of Prayer.
- IX. Of Common Prayer and Sacraments
- X. An information of them which take offence at certain places of holy Scripture.
- XI. Of alms deeds.
- XII. Of the Nativity.
- XIII. Of the Passion for good Friday.
- XIV. Of the Resurrection for Easter day.
- XV. Of the worthy receiving of the Sacrament.
- XVI. An Homily concerning the coming down of the holy Ghost, for Whitsunday.
- XVII. An Homily for Rogation week.
- XVIII. Of the state of Matrimony.
- XIX. Against Idleness.
- XX. Of Repentance and true Reconciliation unto God.
- XXI. An Homily against disobedience and willful rebellion.

### Libri di preghiere
L'originale Book of Common Prayer è stato pubblicato in Inghilterra nel 1549 e nel 1662 fu pubblicata un'altra edizione, che è la principale. Infatti quest'ultima edizione è considerata un'autorità nella dottrina, secondo il principio anglicano della lex orandi, lex credendi.

### Quadrilatero di Chicago-Lambeth
Il Quadrilatero di Chicago-Lambeth è un sommario dell'approccio anglicano alla teologia e alla struttura, ed è spesso citata come una sintesi essenziale dell'identità anglicana. I quattro punti sono:
- Le Sacre Scritture dell'Antico e del Nuovo Testamento contengono tutti gli elementi necessari alla salvezza e sono uno standard ed un esempio basilare di fede;
- I Credi [nello specifico: il Simbolo degli Apostoli e il Credo niceno} sono una sufficiente sintesi della fede cristiana;
- I principali sacramenti sono il Battesimo e l'Eucaristia;
- L'Episcopato storico localmente adattato.

I quattro punti sono stati elaboranti nel 1886 in alcune riunioni della Chiesa Episcopale degli Stati Uniti d'America e modificati e confermati nel 1888 alla conferenza di Lambeth dei vescovi della Comunione Anglicana. Inizialmente promulgati come degli spunti per un dialogo ecumenico con la Chiesa cattolica, i punti del Quadrilatero sono diventati un sine qua non per l'essenziale identità anglicana.

### Standard teologici
Come già menzionato, l'Anglicanesimo non è basato sulla dottrina di un teologo, come nel caso del Luteranesimo, del Calvinismo o del Tomismo. Ciononostante, ha avuto molti scrittori che nelle loro opere hanno delineato uno standard per la fede e la dottrina. Di questi non esiste una lista definitiva, ma molti di loro sono inclusi nel calendario liturgico anglicano o in antologie di opere sulla teologia anglicana. Questi includono molte personalità come Lancelot Andrewes, John Cosin, Thomas Cranmer, Richard Hooker, John Jewel, Matthew Parker, e Jeremy Taylor; ed altri come Joseph Butler, William Law, John Wesley, e George Whitefield. Nel XIX secolo vi furono molti importanti pensatori, come John Keble, Frederick Denison Maurice, John Henry Newman, Edward Pusey, John Charles Ryle. Più recentemente, Charles Gore, Michael Ramsey, e William Temple sono stati i più noti. 

## Sviluppo dottrinale
Poiché i fondamentali elementi della dottrina anglicana non sono considerati vincolanti e sono soggetti all'interpretazione locale, la metodologia assume un ruolo determinante.

### Lex orandi, lex credendi
L'Anglicanesimo tradizionalmente ha espresso le proprie convinzioni dottrinali nei libri di preghiera e nella liturgia della Chiesa. Dunque gli anglicani usano i testi del Book of Common Prayer o di altri libri di preghiere per guidare la teologia e le pratiche.
Questa dottrina è espressa in tre punti:
- La selezione e la composizione di preghiere ed esortazioni;
- La selezione e la disposizione del lezionario;
- Le rubriche per le azioni liturgiche e per le variazioni nelle preghiere e nelle esortazioni.

Il principio della lex orandi, lex credendi si accorda al cosiddetto triplice piedistallo attribuito a Richard Hooker composto dalle Scritture, dalla Tradizione e dalla ragione. 
Questa presa di posizione dottrinale ha lo scopo di consentire all'Anglicanesimo di costruire una teologia pragmatica, focalizzata sulle istituzioni della Chiesa, ma anche impegnata con il mondo. Si tratta, in sintesi, di una teologia che attribuisce un grande valore alle tradizioni della fede e all'intelletto dei fedeli, riconoscendo l'autorità della comunità che pratica il culto di articolare e di modificare le credenze della Chiesa. In tal modo, la teologia anglicana è inclinata verso un consenso globale ai principi della tradizione e del rapporto tra Chiesa e società. In questo senso, gli anglicani considerano la propria teologia come una teologia dell'incarnazione, perché Dio si rivela nelle cose fisiche e temporali della via quotidiana e nelle caratteristiche di specifici tempi o luoghi.
Tuttavia questo approccio presenta dei pericoli. Ad esempio, può provocare una tendenza testo-centrica, cioè il concentrarsi maggiormente sugli aspetti tecnici, storici ed interpretativi dei libri di preghiere, piuttosto che sul rapporto tra la fede e la vita. Inoltre, la necessità di voler rendere completa la dottrina può portare a tollerare qualsiasi punto di vista. Infine la lex orandi, lex credendi ha portato nella Chiesa Anglicana una uniformità liturgica, che però è cessata nel periodo coloniale, quando le varie nazioni colonizzate hanno assunto delle proprie liturgie.

### Processo di sviluppo della dottrina
Il principio della lex orandi, lex credendi svela un concetto ancora più ampio dell'Anglicanesimo: la dottrina è una esperienza vissuta e partecipata che ha un carattere dinamico, e non statico.
Questo senso di dinamismo è stato analizzato da John Henry Newman quando si chiese se, nonostante il passare del tempo, il Cristianesimo attuale fosse la stessa religione voluta e creata da Gesù Cristo e dagli Apostoli.
Gli anglicani basano la loro dottrina sulla Bibbia e sugli insegnamenti della Chiesa indivisa dei primi cinque secoli. Eppure hanno un solo criterio: l'interpretazione, e lo sviluppo della dottrina viene accuratamente contestualizzato.
Per questo motivo si è dovuto ricorrere a tre fattori:
- Le differenti teorie dell'interpretazione delle Scritture sono il risultato della natura simbolica del linguaggio, la difficoltà di tradurre i suoi aspetti culturali e temporali, e le particolari lenti percettive degli autori;
- I progressi nelle scienze e nella filosofia;
- L'emergente necessità di considerare il rapporto di Cristo con realtà culturali diverse e in continua evoluzione in tutto il mondo, come il cristianesimo si è diffuso in luoghi diversi.

Il pensiero anglicano è stato permeato da due criteri suggeriti da Newman. In primo luogo, lo sviluppo deve essere aperto ed accessibile ai fedeli in ogni fase; e che deve essere confermato dalla Scrittura e dalla Tradizione della Chiesa antica.
Questo metodo viene applicato attraverso la distillazione della dottrina con un dominante ethos anglicano, consistente nel mantenimento dell'ordine attraverso il consenso e la completezza. In altre parole, attraverso l'esperienza e il metodo. 
La metodologia dottrinale anglicana porta ad una struttura di identità comune: l'accordo sui fondamenti della fede espressi nei Credi, l'esistenza di elementi cattolici e protestanti che portano ad una via media, una unione degli opposti.
In breve, l'Anglicanesimo contiene in sé molti elementi considerati reciprocamente esclusivi in altre comunioni.

## Dottrina formale
Generalmente le Chiese anglicane degli altri Paesi hanno ereditato l'apparato dottrinale della Chiesa d'Inghilterra, consistente in un adattamento dei Trentanove Articoli e del Quadrilatero in dei principi generali. Fin dai primi tempi, essi furono adattati alle esigenze locali.

### Costituzioni e diritto canonico
Il diritto canonico delle Chiese della Comunione anglicana deriva dalle leggi della Chiesa patristica e medievale insieme alle condizioni limitative della riforma inglese. Il diritto canonico riguarda diverse aree della vita della Chiesa: l'ecclesiologia, cioè l'amministrazione e la struttura della Chiesa come istituzione, la liturgia e la dottrina. Tali leggi hanno dei mezzi di variabili di esecuzione, di variabilità e di giurisdizione.
La natura del diritto canonico è complicata perché ogni chiesa autonoma ha sviluppato nel corso degli anni un diritto autonomo, e non vi è un sistema giuridico internazionale che può formulare o applicare delle leggi uniformi in qualsiasi questione. Ciò ha portato a dei contrasti riguardo ad alcune questioni, ma ha portato anche ad un patto che specifica i parametri di sviluppo dottrinale anglicano.

### Strumenti di unità
La Comunione anglicana non ha alcuna organizzazione giuridica internazionale. Il ruolo dell'arcivescovo di Canterbury è puramente simbolico e unificante, e la comunione fra tre organismi internazionali ha solo un ruolo collaborativo e consultivo e le loro risoluzioni non hanno effetto sulle provincie autonome della Comunione. Tuttavia, nel loro insieme, l'arcivescovo di Canterbury e questi tre organismi sono degli strumenti di unità:
- l'arcivescovo di Canterbury, come capo spirituale della Comunione, è il centro dell'unità, dal momento che nessuna Chiesa rivendica l'appartenenza alla Comunione senza essere in comunione con lui;
- la conferenza di Lambeth è una consultazione dei vescovi della Comunione, a scopo di rafforzare l'unità e la collegialità, di discutere di questioni di reciproco interesse, e di deliberare risoluzioni destinati a fungere da punti di riferimento; viene convocato ogni dieci anni dall'arcivescovo di Canterbury;
- il consiglio consultivo anglicano, che si riunisce ogni tre anni, è composto da vescovi, clero e laici scelti dalle trentotto province, è composto da un segretariato permanente, l'Ufficio della Comunione Anglicana, ed ha come presidente l'arcivescovo di Canterbury;
- l'assemblea dei Primati è la manifestazione più recente di consultazione e deliberazione internazionale, è stato convocato per la prima volta dall'arcivescovo di Canterbury Donald Coggan come un forum per riflettere piacevolmente e pregare e consultarsi profondamente.

Poiché non hanno alcuna autorità vincolante all'interno della Comunione, questi organismi internazionali sono un mezzo per la consultazione e per la persuasione. Negli ultimi anni, la persuasione si è rovesciata in dibattiti sulla conformità alla dottrina, alla disciplina, al culto e all'etica.

## Teologia eucaristica
La teologia eucaristica anglicana è varia nella pratica, riflettendo i diversi aspetti dell'Anglicanesimo. Le sue fonti includono le rubriche dei libri di preghiera, scritti sulla teologia sacramentale di teologi anglicani, e le norme e gli orientamenti delle province ecclesiastiche. Le principali fonti sono il Libro delle preghiere comuni, in particolare le sue preghiere eucaristiche, e l'articolo XXVIII dei Trentanove articoli di religione. Tale articolo contiene la fondamentale dichiarazione anglicana riguardo all'Eucaristia, ma la sua interpretazione e applicazione varia da provincia a provincia, nonché tra gli orientamenti anglo-cattolici ed evangelici.
In una interpretazione, coloro che ricevono la forma o il segno del Corpo e del Sangue di Cristo (Pane e Vino) nella fede, ricevono anche il Corpo e il Sangue spirituali di Cristo. 
In coloro che ricevono la forma o il segno senza fede, o coloro che sono malvagi, Cristo non è presente spiritualmente, ma consumano solo i segni fisici di questa Santa Presenza, e li rende ancora più colpevoli, conformemente all'articolo XXIX. 
In un'altra interpretazione, esiste la reale presenza oggettiva di Cristo nell'Eucaristia, ma la modalità e la natura di tale presenza è un mistero della fede.
Un terzo gruppo di anglicani adotta esplicitamente o implicitamente la dottrina della Consustanziazione, associata ai Lollardi e a Martin Lutero: secondo tale dottrina il Corpo e il Sangue di Cristo coesistono col pane e col vino, ma per quelli che permettono che la loro anima venga irradiata dallo Spirito Santo.
In sintesi, nell'Anglicanesimo la teologia eucaristica si suddivide nelle seguenti varietà:
- Presenza reale, sostenuta dagli anglo-cattolici e dagli evangelici della High Church, ma, come gli ortodossi e i metodisti, considerano un mistero della fede i dettagli e la modalità di tale presenza;
- Presenza Spirituale, sostenuta dagli anglicani della Low Church, derivata dalla dottrina calvinista e presente nell'articolo XXI delle Confessiones Helveticae;
- Consustanziazione, derivata dalla dottrina luterana, essa sostiene che nel sacramento eucaristico il pane e il vino al tempo stesso mantengano la loro natura fisica e divengano anche sostanza del corpo e del sangue del Cristo; differisce dalla transustanziazione poiché quest'ultima afferma invece la reale conversione di tutta la sostanza del pane nella sostanza del corpo di Cristo, e di tutta la sostanza del vino nella sostanza del suo sangue.
- Receptionism, la sostanza del pane e del vino resta invariata, ma il fedele comunicante riceve insieme a loro il Corpo e il Sangue di Cristo.

## Mariologia
Maria è considerata dagli anglicani la Madre di Dio. Maria ha sempre avuto un posto d'onore all'interno della Chiesa inglese, ma la venerazione a lei e ai Santi è stata messa in discussione a seguito delle riforme teologiche del XVI secolo. I riformatori inglesi si concentrarono particolarmente sul suo ruolo nell'Incarnazione, e molti di loro accettarono il dogma della Verginità perpetua di Maria, ma sostennero che lei non fu preservata dal peccato originale. Il Libro delle preghiere comuni nelle collette si riferisce a Maria come la Vergine pura.
Dal 1561, la Chiesa d'Inghilterra inserì nel suo calendario liturgico sei feste associate a Maria: il Concepimento di Maria, la Natività di Maria, l'Annunciazione, la Visitazione e la Candelora. Nei secoli successivi, alcune Chiese anglicane inserirono anche la Dormizione di Maria il 15 agosto.
A partire dal XVI secolo, la reverenza nei confronti di Maria rimase nella recita del Magnificat nei Vespri e nel dedicare a lei delle cappelle chiamate Lady Chapels.
Ma la devozione a Maria fu riscoperta a partire dal XIX secolo con la nascita del Movimento di Oxford, e a partire dal 1921 con la ricostruzione della statua e della Chiesa di Nostra Signora di Walsingham, una devozione mariana risalente al Medioevo andata perduta dopo lo Scisma Anglicano e la soppressione dei monasteri.
Nel corso del XX secolo, gli anglocattolici inserirono nei loro manuali, come la Saint Augustine's Prayer Book molte preghiere mariane, come il Rosario, il Memorare, le Litanie lauretane e Sette dolori di Maria.
In sintesi gli anglicani:
- credono che Maria sia Madre di Dio, anche se tale termine, come anche quello di Portatrice di Dio, non è presente nelle formule ufficiali delle Chiese della Comunione anglicana;
- credono alla Verginità perpetua di Maria;
- non credono che lei sia Corredentrice, perché tale dottrina oscurerebbe l'unica mediazione di Cristo;
- credono che tutte le dottrine riguardanti Maria possono essere collegati con le dottrine di Cristo e della Chiesa;
- credono che l'Immacolata Concezione e l'Assunzione di Maria siano delle credenze popolari, non essendo presenti nelle Scritture, ma molti anglo-cattolici ci credono;
- riconoscono in Maria un esempio di santità, di fede e di obbedienza per tutti i Cristiani, e che possa essere stata la figura profetica della futura Chiesa. Poiché nel Magnificat lei disse: tutte le generazioni mi chiameranno Beata, assume un posto speciale nella Comunione dei Santi;
- osservano le tradizionali feste mariane celebrate anche dalla Chiesa cattolica, anche se non sono commemorate liturgicamente da tutte le Chiese della Comunione anglicana, alcuni libri di preghiera considerano il 15 agosto come la più importante solennità a Maria.

## Sacramenti
| "Sacramenti imposti da Cristo nostro Signore nel Vangelo" | "Comunemente chiamati Sacramenti ma non considerati tali dal Vangelo" |
| --------------------------------------------------------- | --------------------------------------------------------------------- |
| Battesimo                                                 | Confessione e assoluzione                                             |
| Battesimo                                                 | Matrimonio                                                            |
| Eucaristia (o Comunione, Messa, o Cena del Signore)       | Confermazione                                                         |
| Eucaristia (o Comunione, Messa, o Cena del Signore)       | Ordinazione                                                           |
| Eucaristia (o Comunione, Messa, o Cena del Signore)       | Unzione degli infermi                                                 |

## Devozioni anglicane
Le devozioni dei fedeli anglicani variano in base all'appartenenza all'ala anglo-cattolica o a quella evangelica. Le devozioni praticate dai fedeli di entrambe le correnti sono la lettura della Bibbia e la preghiera privata. Molte delle preghiere private sono basate su quelle del Libro delle preghiere comuni.
Gli anglo-cattolici hanno delle devozioni in comune con i fedeli cattolici ed ortodossi. Le loro pratiche principali sono le preghiere quotidiane, in particolare le Ore canoniche, e molte pratiche meditative, come il Rosario, la Via Crucis e la Benedizione eucaristica. Mentre molti fedeli, sempre anglo-cattolici, stanno scoprendo molte devozioni ortodosse, come la venerazione delle icone e la Preghiera di Gesù.
Invece gli anglicani evangelici sono più influenzati dal Protestantesimo, in particolare dal Pietismo, dal Movimento carismatico e dal Pentecostalismo.

### Book of Common Prayer
Il Libro delle preghiere comuni è il fondamentale libro di preghiera dell'Anglicanesimo, la cui prima edizione fu stampata nel 1549. Nel 1662 ne fu pubblicata un'edizione destinata all'uso privato per i fedeli. Attualmente molte Chiese della Comunione anglicana usano dei libri di preghiera alternativi, come il Common Worship (usato dalla Chiesa d'Inghilterra) e il Book of Alternative Services (usato dall'Anglican Church of Canada).
Molti anglicani recitano preghiere al mattino e alla sera, con preghiere e letture bibliche specifiche per il mattino, per il mezzogiorno, per la sera e per il momento di andare a dormire. Gli anglo-cattolici usano la Liturgia delle ore cattolica presente nel Breviario Anglicano.
La Litania del Book of Common Prayer è recitata dai singoli fedeli e dalle famiglie.
Tra gli anglicani evangelici è diffusa la pratica di dedicare del tempo alla preghiera e alla meditazione di testi biblici, mentre tra gli anglo-cattolici è diffusa l'usanza della Lectio Divina.

### Santi
L'invocazione ai Santi era presente nella Chiesa anglicana prima della Riforma protestante. Oggi è una pratica spirituale pubblica e privata considerata importante dagli anglo-cattolici. Nella teologia anglo-cattolica, la venerazione è una pratica che si distingue dall'adorazione, che si deve solo a Dio. Gli anglo-cattolici usano il termine Latria per indicare l'adorazione a Dio e il termine Dulia per indicare la venerazione ai Santi e alle icone. Loro basano questa distinzione in base alle affermazioni del Concilio di Nicea II che sostenevano che l'iconoclastia (il vietare la venerazione delle immagini) fosse un'eresia che negasse l'incarnazione di Cristo.
La preghiera è rivolta a Dio, e i Santi pregano con e per noi Cristo, che a sua volta prega Dio.
L'articolo XXII dei Trentanove articoli di religione afferma che la dottrina romana della venerazione ai Santi non è basata sulle Scritture, perciò molti membri della Chiesa Bassa e della Chiesa Larga ritengono tale venerazione non necessaria.
Un esempio di venerazione anglo-cattolica è l'annuale processione in onore di Nostra Signora di Walsingham, che fu sospesa nel 1538 e che fu ripresa nel 1922 per volere di molti laici e chierici della Chiesa d'Inghilterra.

### Perle da preghiera o "Rosario anglicano"
L'uso delle perle anglicane (chiamate anche Rosario anglicano) da parte di alcuni anglicani e di membri di altre confessioni cristiane è iniziato negli anni 1980. Questo insieme di perle o sferette viene utilizzato in una varietà di modi. Comunemente le perle sono utilizzate con un formato preghiera fisso, ma sono anche utilizzati solo per tenere conto di qualsiasi preghiera il fedele ha scelto per l'occasione. Per alcuni, si tratta di un ricordo tangibile della fede del proprietario, senza recitarne le preghiere su tutte le perle, mentre alcuni preferiscono recitare il tradizionale rosario domenicano della Beata Vergine Maria al posto o in aggiunta alle preghiere anglicane.

### Sacramentali
Quasi tutti i Cristiani usano sacramentali. Gli anglo-cattolici usano come sacramentali immagini di Santi cristiani, croci o crocifissi, candele votive, Mary gardens (piccoli giardini consacrati con statue o santuari della Beata Vergine Maria), e acqua benedetta.

## Monachesimo
Nella Comunione anglicana vi sono molti ordini monastici maschili, femminili, e in alcuni casi entrambi. I membri di tali ordini possono essere sia laici che chierici, e alcuni adempiono ai tradizionali voti di povertà, castità e obbedienza, mentre altri li adattano con moderne interpretazioni.
In Inghilterra gli ordini monastici vennero aboliti da Enrico VIII dopo l'Atto di Supremazia, e sono stati ripristinati all'interno dell'Anglicanesimo nel XIX secolo con la nascita del Movimento di Oxford.
Gli ordini monastici anglicani si suddividono nelle seguenti categorie:
- Ordini e comunità tradizionaliste col celibato, che mantengono i tradizionali voti monastici e i cui membri vivono o in vita contemplativa o sono impegnati in opere apostoliche;
- Comunità disperse, i cui membri, pur adempiendo ai voti (compreso il celibato), non vivono insieme in comunità. Nella maggior parte dei casi, i membri sono autoportanti e vivono da soli, ma seguono la stessa regola di vita, e si incontrano spesso in assemblee. In alcuni casi, alcuni membri possono condividere una vita comune in piccoli gruppi di due o tre;
- Comunità confermate, che vivono una vita cristiana tradizionale, compresa l'applicazione dei voti, ma i voti tradizionali sono adattati o modificati. In molti casi queste comunità ammettono entrambe le persone singole e sposate come membri, che richiedono il celibato da parte di coloro che sono celibi, e la fedeltà ai loro coniugi da parte dei membri sposati. Essi hanno inoltre modificano il voto di povertà, permettendo oggetti personali, ma richiedono elevati standard della decima alla comunità. Queste comunità hanno spesso delle proprie residenze, ma non una vita residenziale comune, in quanto ciò sarebbe incompatibile con alcuni elementi della vita della famiglia coniugale.

I principali ordini monastici anglicani sono:
- Agostiniani
- Benedettini
- Carmelitani
- Cistercensi
- Francescani
- Vincenziani

## Omosessualità
Dagli anni 1990 all'interno della Comunione anglicana vi fu una forte polemica riguardante l'omosessualità. Nel 1998, nella XIII conferenza di Lambeth, fu approvata una risoluzione che sosteneva che gli atti omosessuali fossero incompatibili con la Scrittura. Nel 2002 la diocesi di New Westminster, della Chiesa anglicana del Canada, ha permesso la benedizione di unioni omosessuali.
Nel 1999, l'Accordo di Cambridge, promosso dal vescovo Steven Charleston, presidente e decano della Episcopal Divinity School di Cambridge, nel Massachusetts, stabilì che:
- nessuna persona omosessuale dovesse mai essere privata della libertà, della proprietà personale o dei diritti civili a causa del suo orientamento sessuale;
- tutti gli atti di violenza, oppressione e umiliazione contro le persone omosessuali erano sbagliati e non potevano essere puniti con un appello alla fede cristiana;
- le creature umane sono tutte uguali agli occhi di Dio e quindi meritano di essere trattate con dignità e rispetto.

Il documento riprese la Risoluzione 1.190 della Conferenza di Lambeth, esprimendo tre punti accettati dai vescovi anglicani, a prescindere dal dibattito biblico e teologico sulla legittimazione dell'omosessualità. Esso non fu firmato dagli arcivescovi George Carey, David Hope, Eric Kemp e John Sentamu.
Nel 2003 due uomini apertamente gay negli Stati Uniti e in Inghilterra sono diventati candidati per il ruolo di vescovo. Nella Chiesa d'Inghilterra, Jeffrey John ha ceduto alle pressioni ritirando il suo nome dalla candidatura per diventare vescovo di Reading, mentre nella Chiesa episcopale degli Stati Uniti d'America, Gene Robinson è stato consacrato vescovo del New Hampshire, diventando il primo vescovo apertamente gay della Comunione anglicana e nel Cristianesimo apostolico. Questo dato controverso portò diverse centinaia di vescovi a boicottare la Conferenza di Lambeth del 2008. In alternativa a Lambeth, molti di questi vescovi hanno partecipato al Global Anglican Future Conference a Gerusalemme.
Molte province, soprattutto quelle del Sud del Mondo e che rappresentano circa la metà degli 80 milioni di fedeli della Comunione, hanno risposto a queste dispute teologiche dichiarando lo stato di comunione alterato con le controparti occidentali, mentre nelle province occidentali si formarono dei gruppi di opposizione minoritari. 
A partire dal 2000, alcune province conservatrici del Sud del Mondo mandarono dei vescovi missionari negli Stati Uniti e in Canada per fornire una supervisione pastorale agli anglicani scontenti. Questo processo, noto come Riallineamento anglicano, è stato considerato dalla Chiesa episcopale degli Stati Uniti d'America e dalla Chiesa anglicana del Canada come un'incursione illegittima nei loro territori; tuttavia, gli anglicani conservatori hanno sostenuto che le incursioni fossero necessarie a causa del fallimento di queste Chiese nel sostenere l'insegnamento ortodosso in relazione alla sessualità umana.
Nel 2016 la Chiesa Episcopale degli Stati Uniti d'America è stata sospesa dalla Comunione anglicana per aver inserito nella propria liturgia il matrimonio tra persone dello stesso sesso. Mentre la benedizione delle coppie dello stesso sesso è presente in molte Chiese della Comunione.

## Ordinazioni femminili
| Vescove (consacrate)         | Nuova Zelanda e Polinesia; Australia; Canada; Inghilterra; Irlanda; Chiesa anglicana dell'Africa meridionale; Chiesa dell'India del Sud; Stati Uniti; Cuba                                                    |
| Vescove (ma non consacrate)  | Bangladesh, Brasile, America Centrale, Hong Kong, Giappone, Kenya, Messico, India del nord, Filippine, Scozia, Sudan, Uganda, Galles                                                                          |
| Presbitere                   | Bolivia, Burundi, Chiese dell'Oceano Indiano, Chiesa Episcopale in Gerusalemme e in Medio Oriente, Chiesa Anglicana della Corea, Ruanda, Uruguay, Chiesa dell'India Orientale, Chiesa dell'Africa Occidentale |
| Diaconesse                   | Congo, Pakistan, Tanzania |
| Nessuna ordinazione di donne | Africa Centrale, Melanesia, Nigeria, Papua Nuova Guinea, Sud est asiatico |

## Controversie

### Basi storiche
La nazionalizzazione della Chiesa d'Inghilterra portò inevitabilmente alla divisione in due fazioni: l'una fedele al Papa, e l'altra che desiderava una riforma radicale. All'interno di questa Chiesa c'era infatti un folto gruppo di presbiteriani, battisti, congregazionalisti e altri Puritani. Anche se i Padri Pellegrini furono costretti a partire per il New England, molti Puritani acquisirono un'autorità ecclesiastica e politica sempre maggiore, mentre i realisti sostenevano l'Arminianesimo e il Diritto divino dei re, e questa contrapposizione fu una delle cause della Guerra civile inglese. La Chiesa inglese, con l'aiuto della Chiesa presbiteriana scozzese, sviluppò le proprie dottrine calviniste nella Confessione di Westminster del 1648, che però non fu mai adottata formalmente come legge dalla Chiesa Anglicana. Dopo la Restaurazione del 1660 e del 1662, l'Atto di uniformità del 1662 rinforzò l'Anglicanesimo di Cranmer, costrigendo gli elementi Presbiteriani, Congregazionalisti, Battisti all'emigrazione o a continuare ad esercitare i loro culti in case private, formando Chiese non-conformiste.
Il XVII secolo vide il Primo Grande Risveglio e lo scisma metodista. Tale scisma ha avuto un aspetto teologico, in particolare l'enfasi metodista sulla salvezza personale per sola fede, anche se John Wesley ha continuato a considerarsi come un membro della Chiesa d'Inghilterra.
Lo stesso periodo vide anche la nascita del movimento della High Church (Chiesa Alta), che si identificava con l'eredità cattolica dell'Anglicanesimo, e sottolineò l'importanza della tradizione eucaristica e della Chiesa, pur respingendo la legittimità dell'autorità papale in Inghilterra. Nel XIX secolo gli ecclesiastici della Chiesa Alta diedero vita al Movimento di Oxford e all'Anglocattolicesimo, nello stesso secolo sorse anche il Cristianesimo liberale.
Nella metà del XIX secolo vi fu un dibattito tra i membri dell'Alta e della Bassa Chiesa, che riguardava aspetti superflui, come l'uso di arredi sacri, di parametri, di candele e il cerimoniale (aspetti che indicavano una simpatia per la dottrina cattolica romana), e come tali aspetti dovessero essere limitati dalle autorità ecclesiastiche. Tale dibattito provocò in Nord America uno scisma e la formazione della Chiesa Episcopale Riformata.

### Controversie dottrinali nel XX secolo
A partire dal XVI secolo, l'Anglicanesimo cadde sotto l'influenza del Latitudinaresimo, rappresentato principalmente dai platonici di Cambridge, che sosteneva che l'ortodossia della dottrina fosse meno importante dell'applicazione del rigore razionale nell'analisi delle proposizioni teologiche. La crescente influenza dell'analisi critica della Bibbia durante il XIX secolo ha portato ad un disaccordo crescente riguardo all'interpretazione e l'applicazione delle Scritture. Questo dibattito fu intensificato con l'accumulo di conoscenze derivate dalle scienze naturali e sociali, che tendevano a contraddire la lettura letterale dei racconti biblici. Personalità come J.B. Lightfoot e Brooke Foss Westcott aiutarono a mediare il passaggio dalla teologia di Hooker, Andrewes, e Taylor per accogliere questi sviluppi. 
Nel XX secolo il cattolicesimo liberale di Charles Gore e William Temple tentò di fondere le intuizioni della critica biblica moderna con la teologia espressa nella Tradizione e nei Padri Apostolici, ma le successive generazioni di studiosi, come E.G. Selwyn e John A.T. Robinson misero in discussione la condizione di queste verità, considerate sino ad allora sacrosante. 
Gli Anglicani hanno dibattuto la relazione tra la dottrina e le questioni sociali fin dalle sue origini, quando l'attenzione si era concentrata principalmente sulla giusta relazione tra Chiesa e Stato. Più tardi, nel XVIII e nell'inizio del XIX secolo, l'attenzione fu spostata alla schiavitù. Verso la fine del XIX e l'inizio del XX secolo, gli anglicani ferocemente discussero sull'uso della contraccezione artificiale da parte di coppie cristiane, che era stata vietata dalla dottrina della chiesa. Nel 1930 la Conferenza di Lambeth ha preso una posizione insolita tra le principali confessioni cristiane per l'epoca, permettendo il suo utilizzo in alcune circostanze.
Il XX secolo ha visto anche un intenso dibattito dottrinale tra gli anglicani riguardo all'ordinazione delle donne, che ha portato allo scisma, così come per la conversione di alcuni membri del clero anglicano al cattolicesimo o all'Ortodossia. Ancora oggi, non vi è unanimità di dottrina o prassi nella Comunione Anglicana riguardo all'ordinazione femminile. Infine, negli anni 1950, sessanta e settanta le Chiese anglicane hanno dibattuto la questione del nuovo matrimonio per le persone divorziate, che è stato vietato dal comandamento domenicale. Ancora una volta, non vi è attualmente alcuna unanimità della dottrina o della pratica.

### Attuali controversie
Il dibattito dottrinale sulla teologia sociale è continuato nel XXI secolo. Molte province della Comunione anglicana hanno deciso di omettere il Filioque dal Credo niceno, come nel testo originale e come avviene nella Chiesa ortodossa. 
A partire dal 2006, un'altra causa di dibattito è l'ordinazione di donne come vescovo, e il ruolo delle persone omosessuali all'interno della Chiesa, in particolare la benedizione delle coppie dello stesso sesso e la consacrazione di pastori gay o lesbiche.
La consacrazione di vescovi e l'estensione dei sacramenti ad individui indipendentemente dall'orientamento sessuale o dall'identità di genere sono generalmente delle questioni affrontate dai sinodi delle province autonome della Comunione.
Alcune diocesi e provincie sono state più tolleranti, ma alcune parrocchie di esse, non condividendo la decisione, hanno cercato la supervisione pastorale di vescovi di altre diocesi, in violazione del tradizionale sistema anglicano. Tali sviluppi hanno portato alcuni a volere delimitare il potere delle provincie di agire su questioni controverse in maniera indipendente, mentre altri richiedono un rinnovato impegno per tollerare le pratiche diverse.